# آویشن‌ماهی قطبی مونتانا
آویشن‌ماهی قطبی مونتانا (نام علمی: Thymallus arcticus montanus) نام یک زیرگونه از گونه آویشن‌ماهی قطبی است.